# Movimiento Nacional de Rocha
El Movimiento Nacional de Rocha es un sector político del Partido Nacional (Uruguay), caracterizado por el número de hoja de votación 504. 

## Historia
Fue fundado por Javier Barrios Amorín el 8 de marzo de 1964 en un Congreso Nacional en Rocha, en donde se criticó la situación del partido y del gobierno. Además de Barrios Amorín, contó entre sus primeras figuras a Carlos Julio Pereyra y a Alberto Gallinal Heber. Tras el fallecimiento de Barrios Amorín en mayo de 1964, Pereyra se convertiría en el líder del sector.
En 1971 Pereyra acompañó a Wilson Ferreira Aldunate en la fórmula presidencial. Pronto sobrevino la dictadura militar y el Movimiento de Rocha se integró a la acción opositora a la misma. En 1982, de cara a las elecciones internas de los partidos políticos, conformó una lista común con el Movimiento Por la Patria. La misma llevó el distintivo ACF. En las elecciones nacionales de 1984 impulsó la candidatura a la vicepresidencia de Gonzalo Aguirre. En varios departamentos presentó su propia lista a diputados.
A raíz de la aprobación de la Ley de Caducidad de la Pretensión Punitiva del Estado, en 1987 el Movimiento Nacional de Rocha se separó de Por la Patria. Aguirre, Rodríguez Labruna y otros dirigentes abandonaron el Movimiento. En las elecciones nacionales de 1989, Pereyra se postuló a la Presidencia. Como uno de sus temas de campaña enarboló su oposición a la Ley de Caducidad de la Pretensión Punitiva del Estado como cuestión de principios. Si bien las elecciones fueron ganadas por Luis Alberto Lacalle, el Movimiento alcanzó su cenit electoral, superando al declinante Por la Patria. Obtuvo tres senadores, once diputados, incluyendo dos mujeres: Matilde Rodríguez Larreta y Ana Lía Piñeyrúa, y varios intendentes, entre los que se destacaron Wilson Elso Goñi (posteriormente Ministro de Transporte en el gobierno de Lacalle) y Rodolfo Nin Novoa.
En las elecciones nacionales de 1994 Pereyra se volvió a postular a presidente, pero el Movimiento ya no concitó tanta votación como antes. En las elecciones nacionales de 1999 decidió acompañar la precandidatura de Juan Andrés Ramírez y Pereyra resultó elegido senador en la lista encabezada por Jorge Larrañaga. En las elecciones nacionales de 2004 apoyó la candidatura presidencial de Jorge Larrañaga.
El 2 de octubre de 2008 se presentó el grupo "Unión por Uruguay", una alianza de varias agrupaciones dentro del Partido Nacional que apoyan la precandidatura de Jorge Larrañaga para las elecciones internas de 2009. Integran la "UxU" la Unión Cívica, la Corriente Social Cristiana, el Movimiento Nacional de Rocha y el Movimiento Con Todos del senador Ruperto Long.
En los comicios de octubre de 2009, la histórica lista 504 se presentó a la ciudadanía, encabezada en Montevideo por Gastón Cossia.

## Actualidad
El MNR impulsó en diciembre del 2010, la creación de "La Tercera Vía". 
En diciembre de 2013, el MNR decide formar parte del sector Todos, apoyando la precandidatura de Luis Alberto Lacalle Pou. El sector realiza un acuerdo electoral con el Espacio Cuarenta, lo que permite la posibilidad de obtener representación en la Cámara de Representantes, a través de Gastón Cossia quien actúa como Representante Nacional ejerciendo la banca cuando es convocado. 
Este acuerdo se reitera para las elecciones de 2019 participando como Agrupación Nacional que da respaldo y proyección a la figura de Luis Alberto Lacalle Pou, quien es electo presidente de la República en noviembre de 2019.
El 9 de febrero de 2020 fallece su líder natural, Carlos Julio Pereyra. El sector realiza en 2021 un Congreso Nacional eligiendo como Presidente del Comité Ejecutivo (órgano de dirección del sector) al Diputado (s) Dr. Gastón Cossia.
Casa de los Lamas, ubicada en la calle Uruguay 1324, sede histórica del Movimiento Nacional de Rocha es reconocida como Sitio de Memoria el 21 de setiembre de 2022. Este reconocimiento otorgado por la Comisión Nacional Honorario de Sitios de Memoria fue a través de la resolución 44/2022. con este acto se hace justicia y se cumple un largo anhelo de Carlos Julio Pereyra para con los ciudadanos que desde esta sede brindaron su colaboración y esfuerzo para recuperar la libertad y la democracia durante la última dictadura cívico-militar (1973-1985)
En la actualidad el MNR administra su sede nacional de Casa de los Lamas como lugar de reunión para los militantes nacionalistas, casa abierta para la formación y participación de jóvenes, sectores sociales y culturales, destacándose la tradicional reunión del "Patio de Casa de los Lamas" evento que se realiza cada lunes, en donde dirigentes políticos, legisladores y gobernantes intercambian reflexiones con los asistentes de manera franca y horizontal, estilo que ha caracterizado a esta agrupación política fundada el 8 de marzo de 1964. 
En junio de 2023 y de cara a las elecciones internas del Partido Nacional, el Movimiento Nacional de Rocha decide participar de la fundación del nuevo sector del Partido Nacional denominado SUMAR que tiene a la Economista Laura RAffo como líder y precandidata presidencial para las elecciones internas del 2024.
Laura Raffo consiguió el respaldo del histórico Movimiento Nacional de Rocha (MNR). El movimiento fundado en 1964 y con sede en la emblemática Casa de los Lamas fue liderado por Javier Barrios Amorín y luego por Carlos Julio Pereyra, quien  fuera compañero de fórmula de Wilson Ferreira en las elecciones de 1971.
En épocas más recientes, el MNR apoyó a Jorge Larrañaga cuando en 1999 se proyectó a nivel nacional desde su Paysandú natal, y luego se alió con el Herrerismo y Aire Fresco para conformar el Sector TODOS y fortalecer la figura del actual presidente Luis Lacalle Pou.
Gastón Cossia, actual presidente del Comité Ejecutivo del MNR, coordina el movimiento desde hace tres años, tras el fallecimiento de Carlos Julio Pereyra. Cossia, veterinario de profesión y Convencional Nacional del partido, fue diputado por Montevideo en las últimas dos legislaturas, desde donde lanzó iniciativas en materia de Salud, Bienestar y Protección Animal.  Fue el primer director del recientemente creado Instituto Nacional de Bienestar Animal y se desempeña como consultor en Bienestar Animal de presidencia de la República.